# Kolonie Ignatjewo
Die Kolonie Ignatjewo war eine russlandmennonitische Ansiedlung im Ujesd Bachmut im damaligen Gouvernement Jekaterinoslaw in der heutigen Ukraine.
Die Kolonie wurde 1889 gegründet, als die Kolonie Chortitza hier 141.125 Dessjatinen Land kaufte. Die Siedlung wurde durch Landwirtschaft sehr wohlhabend und hatte 12 Mühlen, von denen die meisten im zur Kolonie gehörigen Dorf New York standen. Zur Zeit des 25-jährigen Jubiläums hatte die Kolonie 1500 Einwohner.
| Nr | ursprünglicher Name          | heutiger Name    | ukrainisch       | Gründung |
| -- | ---------------------------- | ---------------- | ---------------- | -------- |
| 1  | Jekaterinowka/Rosa Luxemburg | Kateryniwka      | Катеринівка      | 1889     |
| 2  | Romanowka                    | Romaniwka        | Романівка        | 1889     |
| 3  | Leonidowka                   | Leonidiwka       | Леонідівка       | 1889     |
| 4  | New York                     | Нью-Йорк         | New-York         | 1889     |
| 5  | Nikolajewka                  | Stara Mykolaiwka | Стара Миколаївка | 1889     |
| 6  | Ignatjewka                   | Hnatiwka         | Гнатівка         | 1890     |
| 7  | Alexejewka                   | Sorja            | Зоря             | 1890     |